# 1195

## أحداث
- 18 يونيو - وقوع معركة الأرك والتي انتصر فيها المسلمون ال[وضح من هو المقصود ؟] بقيادة السلطان أبو يوسف يعقوب المنصور انتصارا عظيما على قوات مملكة قشتالة بقيادة ألفونسو الثامن.

## مواليد
- أنطونيو من لشبونة.
- أغنوليس بيزا.
- أوربان الرابع.
- مؤيد الدين بن العلقمي

## وفيات
- هاينريش الأسد.